# العلاقات البريطانية الناوروية
العلاقات البريطانية الناوروية هي العلاقات الثنائية التي تجمع بين المملكة المتحدة وناورو.

## مقارنة بين البلدين
هذه مقارنة عامة ومرجعية للدولتين:
| وجه المقارنة                                              | المملكة المتحدة                 | ناورو                          |
| --------------------------------------------------------- | ------------------------------- | ------------------------------ |
| المساحة (كم2)                                             | 242.50 ألف                      | 21                             |
| عدد السكان (نسمة)                                         | 66.02 مليون                     | 10.08 ألف                      |
| الكثافة السكانية (ن./كم²)                                 | 272.25                          | 48.00 ألف                      |
| العاصمة                                                   | لندن                            | ضاحية يارين                    |
| اللغة الرسمية                                             | لغة إنجليزية، اللغة الويلزية    | اللغة الناورونية، لغة إنجليزية |
| العملة                                                    | جنيه إسترليني                   | دولار أسترالي                  |
| الناتج المحلي الإجمالي (بليون دولار)                      | 2.62 تريليون                    | 113.88 مليون                   |
| الناتج المحلي الإجمالي (تعادل القوة الشرائية) بليون دولار | 2.72 تريليون                    | 162.98 مليون                   |
| الناتج المحلي الإجمالي الاسمي للفرد دولار أمريكي          | 43.88 ألف                       | 9.83 ألف                       |
| الناتج المحلي الإجمالي للفرد دولار أمريكي                 | 40.23 ألف                       |                                |
| مؤشر التنمية البشرية                                      | 0.907                           |                                |
| رمز المكالمات الدولي                                      | +44                             | +674                           |
| رمز الإنترنت                                              | .uk، .gb                        | .nr                            |
| المنطقة الزمنية                                           | توقيت غرينيتش، توقيت غرب أوروبا | ت ع م+12:00                    |

## منظمات دولية مشتركة
يشترك البلدان في عضوية مجموعة من المنظمات الدولية، منها:
| علم المنظمة | اسم المنظمة                   | تاريخ انضمام المملكة المتحدة | تاريخ انضمام ناورو |
| ----------- | ----------------------------- | ---------------------------- | ------------------ |
|             | الاتحاد الدولي للاتصالات      | 24 فبراير 1871               | 10 يونيو 1969      |
|             | دول الكومنولث                 | 11 ديسمبر 1931               | ?                  |
|             | منظمة حظر الأسلحة الكيميائية  | ?                            | ?                  |
|             | يونسكو                        | 4 نوفمبر 1946                | 17 أكتوبر 1996     |
|             | الأمم المتحدة                 | 24 أكتوبر 1945               | 14 سبتمبر 1999     |
|             | بنك التنمية الآسيوي           | 1966                         | 1991               |
|             | الاتحاد البريدي العالمي       | ?                            | ?                  |
|             | منظمة الشرطة الجنائية الدولية | ?                            | ?                  |

## وصلات خارجية
- موقع وزارة الخارجية البريطانية